# إيان هندرسون
إيان ستيوارت مكوولتر هندرسون (1927 - 13 أبريل 2013) بريطاني معروف لدوره في حل أزمة ماو ماو في كينيا في أواخر الخمسينيات وأيضا معروف بإدارته الإدارة العامة البحرينية لمباحث أمن الدولة من 1966 إلى 1998. أطلق على هندرسون لقب جزار البحرين بسبب التعذيب وانتهاكات حقوق الإنسان العديدة التي زُعم أنها وقعت تحت إدارته هناك خاصة خلال الانتفاضة التسعينية في البحرين.
ولد هندرسون في أبردينشاير في اسكتلندا في عام 1927 لكنه نشأ بين شعب الكيكويو في كينيا وعاش معظم حياته في الخارج. خدم كضابط شرطة مستعمرة في كينيا خلال خمسينيات القرن العشرين واشتهر بدوره في القبض على زعيم المتمردين في ماو ماو ديدان كيماثي الذي كتب كتاب بعنوان «البحث عن كيماثي» ونشر أيضا تحت عنوان اصطياد رجل في كينيا بواسطة دابلداي. في عام 1954 حصل هندرسون على ميدالية جورج وهو ثاني أعلى جائزة لشجاعة ليست في القتال وفي وقت لاحق وسام جورج لقمع انتفاضة الماو ماو. كتب الجنرال السير جيرالد لاثبيري عندما غادر كينيا في عام 1957: «ربما أدى إيان هندرسون أعمال أكثر من أي فرد آخر لإنهاء حالة الطوارئ».
بعد الاستقلال تم ترحيله من كينيا وانتقل إلى البحرين. وقد عمل كرئيس للإدارة العامة للتحقيقات في أمن الدولة في البحرين لمدة 30 عام وتقاعد من منصبه في فبراير 1998. وقد اتُهم بالتواطؤ في التعذيب خلال فترة الاضطرابات التي اندلعت في التسعينيات مما أدى إلى تحقيق من قبل السلطات البريطانية في عام 2000. انتهى التحقيق في أغسطس 2001 ولم تُقدم له أي تهم على الرغم من الوثائق الكاملة التي قدمتها منظمة العفو الدولية وهيومن رايتس ووتش بشأن التعذيب. كان دائمًا ينكر أي تورط له في التعذيب على الرغم من إطلاق الفيلم الوثائقي «العين العمياء للجزار» الذي يحتوي على أدلة ومقابلات مع ضحايا التعذيب المشوهين الذين أتهموا إيان هندرسون بتعذيبهم.
تم تكريم إيان هندرسون من قبل الملكة إليزابيث الثانية بوسام قائد أكثر من ممتاز من الإمبراطورية البريطانية في عام 1984 وميدالية جورج في عام 1954 ووسام في عام 1955 وميدالية شرطة الملك وإطفاء الحرائق في 1953. تم تكريمه من قبل ملك البحرين بمنحه وسام الشيخ عيسى بن سلمان آل خليفة في الفئة الاستثنائية في عام 2000 ووسام البحرين من الدرجة الأولى في عام 1983 وميدالية الاستحقاق العسكري من الدرجة الأولى في 1982.

## الوفاة
توفي إيان هندرسون في 13 أبريل 2013 عن عمر يناهز 86 عام.